# ベニドウダン
ベニドウダン（紅満天星、紅灯台、学名：Enkianthus cernuus f. rubens）はツツジ科ドウダンツツジ属の落葉低木。別名、チチブドウダン、コベニドウダン。

## 特徴
樹高は1-3mになる。若い枝は無毛。葉は長さ2-4mmの葉柄をもって枝先に集まって互生する。葉身は倒狭卵形から倒卵形で、長さ1.5-3cm、幅0.7-1.5cmになり、先端はとがるか鈍く、下部は狭くなり葉柄に流れる。葉の表面は無毛、裏面の主脈上に細毛が生えるか、主脈の両側に褐色の縮れた毛が密生する。先端に腺状突起があり、縁には先端が鉤状で短い毛状になる細鋸歯がある。
花期は5月中旬-6月下旬。枝先に長さ3-4cmの総状花序をつけ、5-8個の花が3-8mmの花柄の先端に下垂してつく。萼は広鐘形で深く5裂し、裂片の先端は鋭くとがる。花冠は朱紅色で、長さ3-6mmあり、広鐘形で先端が不ぞろいに細裂する。雄蕊は10本ある。果実は長さ4-5mmの楕円形になる蒴果で上向きにつく。種子は長楕円形になり縁や側面に不規則な稜がある。
「紅満天星」の表記は花期に木全体が真っ白になることに由来する。また、「紅灯台」の表記は枝分かれする形が灯明台（神仏に供える火をともす器具）に似ていることに由来する。

## 分布と生育環境
日本固有種。本州（関東地方、中部地方南部、福井県、近畿地方、中国地方瀬戸内海側）、四国、九州に分布し、山地の岩尾根などに生育する。

## シノニム
- Enkianthus cernuus (Siebold et Zucc.) Makino var. matsudae (Komatsu) Makino
- Tritomodon cernuus (Siebold et Zucc.) Honda var. rubens (Maxim.) Honda
- Tritomodon matsudae (Komatsu) F.Maek.

## 分類上の母種
- シロドウダン Enkianthus cernuus (Siebold et Zucc.) Makino f. cernuus - 花冠が白色のもので、四国、九州に多い。長崎県雲仙市の「地獄地帯シロドウダン群落」は国の天然記念物に指定されている。